# 小田切ダム
小田切ダム（おだぎりダム）は、長野県長野市、一級河川・信濃川水系犀川に建設されたダム。高さ21.3メートルの重力式コンクリートダムで、東京電力リニューアブルパワーの発電用ダムである。
総貯水容量は、254万6千立方メートルで、同社の水力発電所・小田切発電所に送水し、最大1万6,900キロワットの電力を発生する。

## 歴史
昭和の始め、犀川の下流では長野盆地へのかんがい用水路としていくつかの取水口があった。のちに疏水百選にも選ばれている善光寺平用水もその一つである。しかし、犀川の河床は時間とともに低下し続け、取水が困難なものとなりつつあった。長野県では数ある用水路のうち3つの用水路について、取水口を一つに統合して整備する計画を立てる。しかし、戦時中とあって計画は頓挫。終戦を迎えた1946年（昭和21年）、地元の要望で計画は再燃し、本格実施に向け調査が開始される。そんな折、地元には東京電力から水力発電所の建設計画がもたらされた。
戦後、犀川における発電事業を継承した東京電力は、水内ダムの下流で水力発電所を新たに2箇所建設することを計画していた。笹平ダム（笹平発電所）と小田切ダム（小田切発電所）である。中でも小田切ダムは建設予定地が目下整備計画中の用水路取水口がある地点とあって、地元は大きく困惑した。東京電力は補償として小田切ダム建設に伴い水没する取水口については小田切ダム湖から取水できるようにし、また小田切ダム下流にもう1基ダムを設け、そこに取水口を新たに設ける提案をする。しかし、地元の理解はなかなか得られなかった。
両者の間に入り調停したのは長野県であった。策定された農業水利改良事業計画案の中で、用水路の一部は小田切ダム湖から取水、その他はダム左岸の発電所放水路から取水するものとしてまとめられる。放水路から得た水は犀川右岸を流下し、その一部の水をサイフォンによって犀川を横断させ、犀川右岸に導くという大がかりなものである。これにより安定した水量を確保できるとあって地元はこれを受け入れ、小田切ダム建設ならびに長野県営善光寺川中島平農業水利改良事業が本格開始された。
東京電力は1953年（昭和28年）に小田切発電所の水利権を取得すると、同年より建設工事に着手。完成した小田切発電所は1954年（昭和29年）より運転を開始した。一方、農業水利改良事業は1953年8月に着手し、1955年（昭和30年）6月26日には犀川を横断するサイフォンが完成。計画されたすべての事業は1965年（昭和40年）に完了している。なお、犀川の河床低下は以後も続いており、1994年（平成6年）から2002年（平成14年）にかけてサイフォンの改修工事が実施された。現在、サイフォンは消波ブロック（テトラポッド）によって保護されている。

## 周辺
小田切ダムは犀川の最下流に建設されたダムである。直上流には同じく東京電力が水力発電のために建設した笹平ダムがあり、両ダムはほぼ同時期に完成している。犀川は小田切ダムを過ぎると裾花川を合流させ、長野市東部で千曲川（長野県内における信濃川の呼称）に合流して終わる
ダム堤体左岸には小田切発電所があり、最大1万6,900キロワットの電力を発生する。発生した電気は送電線を介して首都圏に向けて送電されている。普段はこちら側の放水路から発電に利用した水を放流しており、晴れた日はエメラルドグリーンの水が美しい。しかし洪水時には一転して褐色の濁流が押し寄せる。小田切ダムには洪水調節能力がないので、洪水時は速やかに9門の放流ゲートが全開される。

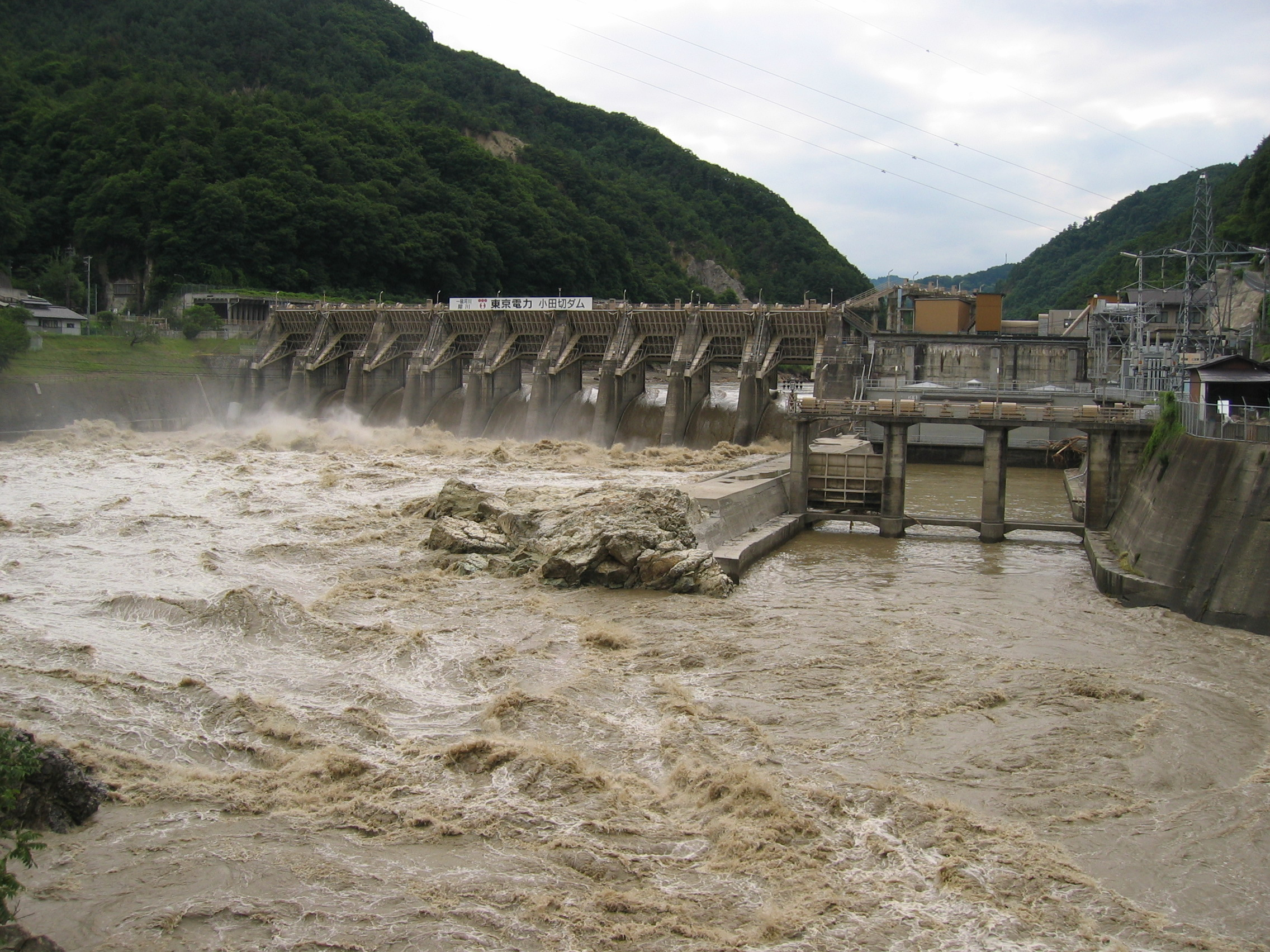
洪水時 （平成18年7月豪雨）

- 洪水時
（平成18年7月豪雨）